# Sigela basipunctaria
Sigela basipunctaria är en fjärilsart som beskrevs av Walker 1861. Sigela basipunctaria ingår i släktet Sigela och familjen nattflyn. Inga underarter finns listade i Catalogue of Life.